# Godenvillers
Godenvillers település Franciaországban, Oise megyében. Lakosainak száma 200 fő (2022. január 1.). Godenvillers Coivrel, Domfront, Dompierre, Ferrières, Maignelay-Montigny, Le Ployron és Tricot községekkel határos.

## Népesség
A település népességének változása:
| Lakosok száma | 197  | 219  | 228  | 228  | 221  | 215  | 208  | 204  | 200  |
|               | 2013 | 2015 | 2016 | 2017 | 2018 | 2019 | 2020 | 2021 | 2022 |